# Vimy
Vimy este o comună cu cca. 4700 loc. din departamentul francez Pas-de-Calais.

## Așezare
Localitatea se află în bazinul carbonifer din nordul Franței, la jumătatea distanței dintre Lens și Arras. Vimy se află la poalele unui lanț muntos, localități vecine fiind Farbus, Thélus și Givenchy-en-Gohelle.

## Istoric
În regiune au avut loc între anii 1915 și 1917 lupte crâncene în timpul Primului război mondial. Localitatea a intrat în istorie prin Bătălia de la Arras din anul 1917, bătălie care a obligat trupele germane să se retragă din fața aliaților. Această bătălie este considerată printre cele mai importante bătălii din istoria Canadei.